# كاتالينا أندرامونو
كاتالينا أندرامونو طبيبة من إكوادور وحاصلة على درجة الماجستير في الصحة، عملت في ظل حكومة لينين مورينو كوزيرة للصحة العامة في الإكوادور في الفترة من 3 يوليو 2019 حتى 21 مارس 2020، وبعد ذلك استقالت في خضم جائحة كوفيد 19.

## السيرة الشخصية
ولدت أندرامونو في غواياكيل غواياس الإكوادور. درست الطب في جامعة غواياكيل حيث حصلت أيضًا على درجة الماجستير في الصحة العامة، تخصصت في الإدارة الصحية والإدارة. بين يونيو 2014 ويونيو 2015 شغلت منصب مدير الصحة في المنطقة 9.

## وزيرة الصحة العامة
بعد استقالة فيرونيكا إسبينوزا عين الرئيس لينين مورينو أندرامونو وزيرة مسؤولة في 3 يوليو 2019، ثم في 18 أكتوبر تم تعيينها رسميًا كوزيرة للصحة العامة.

### جائحة كوفيد 19 والاستقالة
في 29 فبراير 2020 كانت أندرامونو مسؤولاً عن الإبلاغ عن الحالة الأولى لمرض كوفيد في الإكوادور، والتي كانت حالة قادمة من مدريد إسبانيا. كانت تلك الحالة لامرأة تبلغ من العمر 71 عامًا وصلت إلى البلاد في 14 فبراير ظهرت عليها لاحقًا أعراض مرتبطة بالمرض. في 21 مارس استقالت وسط حالة الطوارئ الصحية. في نفس اليوم تم تعيين الدكتور خوان كارلوس زيفالوس وزيرًا جديدًا للصحة العامة بموجب المرسوم التنفيذي 1018 من قبل الرئيس مورينو.